# Kiwier
 Denne artikel omhandler fuglen kiwi. Opslagsordet har også en anden betydning, se Kiwi (frugt).
Kiwier (latin: Apterygidae) er en familie af fugle med en enkelt slægt Apteryx. De fem arter er alle udbredt på New Zealand, hvor nordlig kiwi og brun kiwi er de almindeligste på henholdsvis Nordøen og Sydøen. Kiwier opfattes nogle gange som tilhørende strudsefuglene og andre gange som eneste familie i deres egen orden Apterygiformes.
Kiwierne er mindre end de lignende strudsefugle. De er tilpassset et liv på New Zealand, hvor det, som hos strudsefuglene, ikke er nødvendigt at kunne flyve. New Zealand husede ikke større rovdyr før mennesket kom til øerne. Først indenfor den senere tid er disse introduceret, først med maorierne og senere med europæerne bl.a. i form af rotter, hunde og katte. Disse rovdyr gør stort indhug i bestanden af bl.a. kiwier på New Zealand, så kiwierne må betragtes som truede når de indslæbte rovdyr ikke kan holdes under kontrol.

## Arter
- Brun kiwi eller "tokoeka" (Apteryx australis)
- Nordlig kiwi (Apteryx mantelli)
- Dværgkiwi (Apteryx owenii)
- Stor kiwi (Apteryx haastii)
- Okarito-kiwi eller "rowi" (Apteryx rowi)

## Beskrivelse
Selvom kiwien ser temmelig speciel og lidt kluntet ud, er den overraskende adræt, når den bevæger sig. De kraftige ben bærer den hurtigt frem og stabiliteten opnås ved at kiwien bevæger hovedet og halsen i en karakteristisk hoppende bevægelse.
Kiwien er populær i New Zealand. faktisk så populær, at europæerne har taget navnet til sig. Der lever således to forskellige folk med to forskellige kulturer på New Zealand: Maorierne, oprindelig fra Polynesien og kiwierne, oprindelig fra Europa.

### Føde
Kiwier lever i huler i skovbunden. De lever af småinsekter – orme, edderkopper, biller og nedfaldne frugter. Til dette har de udviklet helt specielle kendetegn. Kiwiens lange næb er udviklet til at stikke i jorden og fange insekter, de har endda udviklet næseborene, så de sidder på spidsen af næbbet, et karaktertræk ingen andre fugle besidder. Herudover har kiwierne lange knurhår ved næbroden, der hjælper dem i fødesøgningen, der altid foregår om natten. Om natten kan man tit høre kiwiens karakteristiske snøftelyde, der fremkommer, når de forsøger at rense næseborene for jord. Kiwiernes ben er korte og kraftige, med lange kløer på tæerne. De bruges til opskrabning af skovbunden for at skræmme insekter frem.

### Æg
Af alle fugle har kiwierne forholdsmæssigt set det største æg. Et kiwiæg vejer 15-30% af hunnens kropsvægt. Til sammenligning fylder verdens tungeste æg – strudseægget kun omkring 1,5%-2% af strudsehunnens kropsvægt.